# Kilo
Kilo (k) – przedrostek wielokrotności jednostki miary oznaczający mnożnik 1000 = 103 (tysiąc). Przykładowo symbol kg oznacza tysiąc gramów, czyli kilogram.
W informatyce oznacza on częściej 210 (1024) i bywa wówczas oznaczany wielką literą K, np. 1 KB (zob. też Kilosłowo). W celu uniknięcia niejednoznaczności postulowane jest stosowanie przedrostków dwójkowych przez dodanie litery i, czyli 1 KiB (kibibajt) = 1024 B.
W potocznym języku polskim samodzielnie użyte słowo kilo (nieodmienne) oznacza kilogram.